# Artūrs Garonskis
Arturs Garonskis (25 de mayo de 1957) es un deportista soviético que compitió en remo.
Participó en los Juegos Olímpicos de Moscú 1980, obteniendo una medalla de plata en la prueba de cuatro con timonel. Ganó una medalla de plata en el Campeonato Mundial de Remo de 1979.

## Palmarés internacional
| Juegos Olímpicos   | Juegos Olímpicos  | Juegos Olímpicos | Juegos Olímpicos   |
| Año                | Lugar             | Medalla          | Prueba             |
| ------------------ | ----------------- | ---------------- | ------------------ |
| 1980               | Moscú (URSS)      | Medalla de plata | Cuatro con timonel |
| Campeonato Mundial |                   |                  |                    |
| Año                | Lugar             | Medalla          | Prueba             |
| 1979               | Bled (Yugoslavia) | Medalla de plata | Cuatro con timonel |